# Sásliliom
A sásliliom (Hemerocallis) a fűfafélék (Asphodelaceae) családjának mintegy tizenöt fajt számláló nemzetsége. Ágas virágú, erőteljesen növekedő, hosszú életű hagymás évelő növények. Bár nevükben szerepel a „liliom” szó, nem tartoznak a liliomvirágúak rendjébe.

## Származása, elterjedése
A legtöbbjük Kelet-Ázsiából (Kínából, illetve Japánból) származik, de a sárga sásliliom a délnyugat-dunántúli lápréteken és magaskórós társulásokban is honos, májusban nyíló, védett vadvirág. Dísznövényként termesztett fajai szerte a világon kivadultak – a lángszínű (avagy vöröslő, rezes) sásliliom (lángliliom, H. fulva) Magyarországon is.

## Tulajdonságai
Keskeny, fű-, illetve sásszerű levelei már márciusban kihajtanak, a hideg nem károsítja őket. Ősszel vonzó sárgára színeződnek.
Tőkocsányon megjelenő, csillag alakú, liliomszerű virágai többnyire június-augusztusban nyílnak; mindegyik virág csak egy napig. Állandóan új bimbókat hoz, így a virágzás hetekig tart.
Rizómás, húsosan koloncos gyökerében vizet tárol, ezért jól tűri a szárazabb időszakokat is.
A jó szerkezetű, humuszos, sok tápanyagot tartalmazó, üde talajban kúszó rizómáival gyorsan terjed.

## Termesztése
A napos, illetve félárnyékos helyeket szereti. A talaj típusára nem különösebben érzékeny. Kevés gondozást igényel, mindössze az elvirágzott szárakat és később az őszi lombot kell róla eltávolítani. Tőosztással szaporítható.

## Felhasználása
Nemcsak dísznövény, de valamennyi faj virága, illetve bimbója ehető is. Kínában évszázadok óta fogyasztják; kínai neve magyarul sárga virágzöldséget jelent. Enyhén édes, lágy zöldségízét a salátához, cukkinihez, spárgához és a dinnyéhez is hasonlítják. A leggyakrabban gyömbéres-zöldséges csirkecsíkokhoz adják. A virág tölthető, akár a töké. Édes szirmait salátákba, desszertekhez ajánlják, illetve 5–8 cm hosszú hajtásait tavasszal, spárga helyett fogyasztják. Bimbóját kevés olajban párolva, sóval, borssal fűszerezve, sültek mellé különleges köretnek tálalhatjuk.

## Fajok, változatok
Fajok:

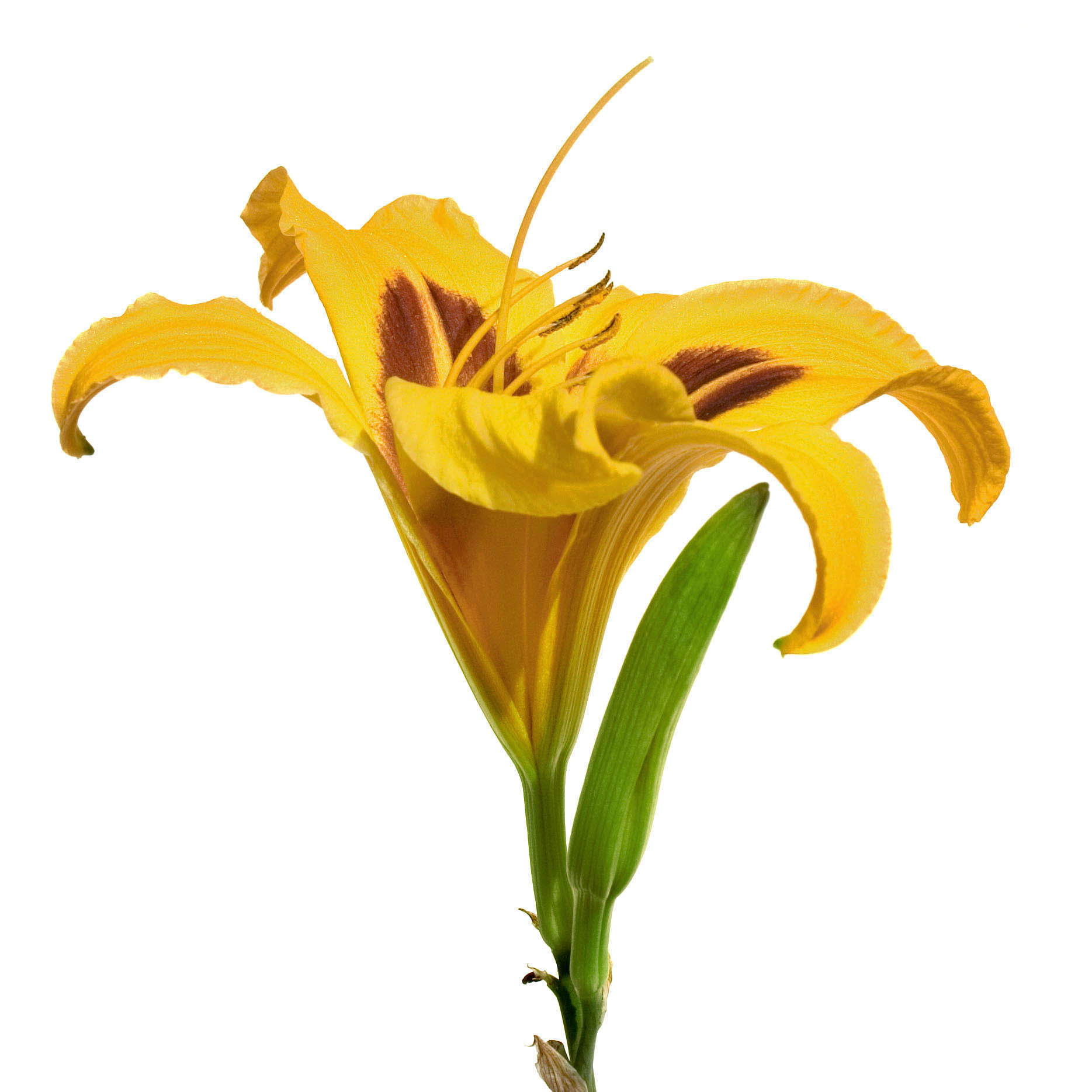
H. Mikado fajta virága

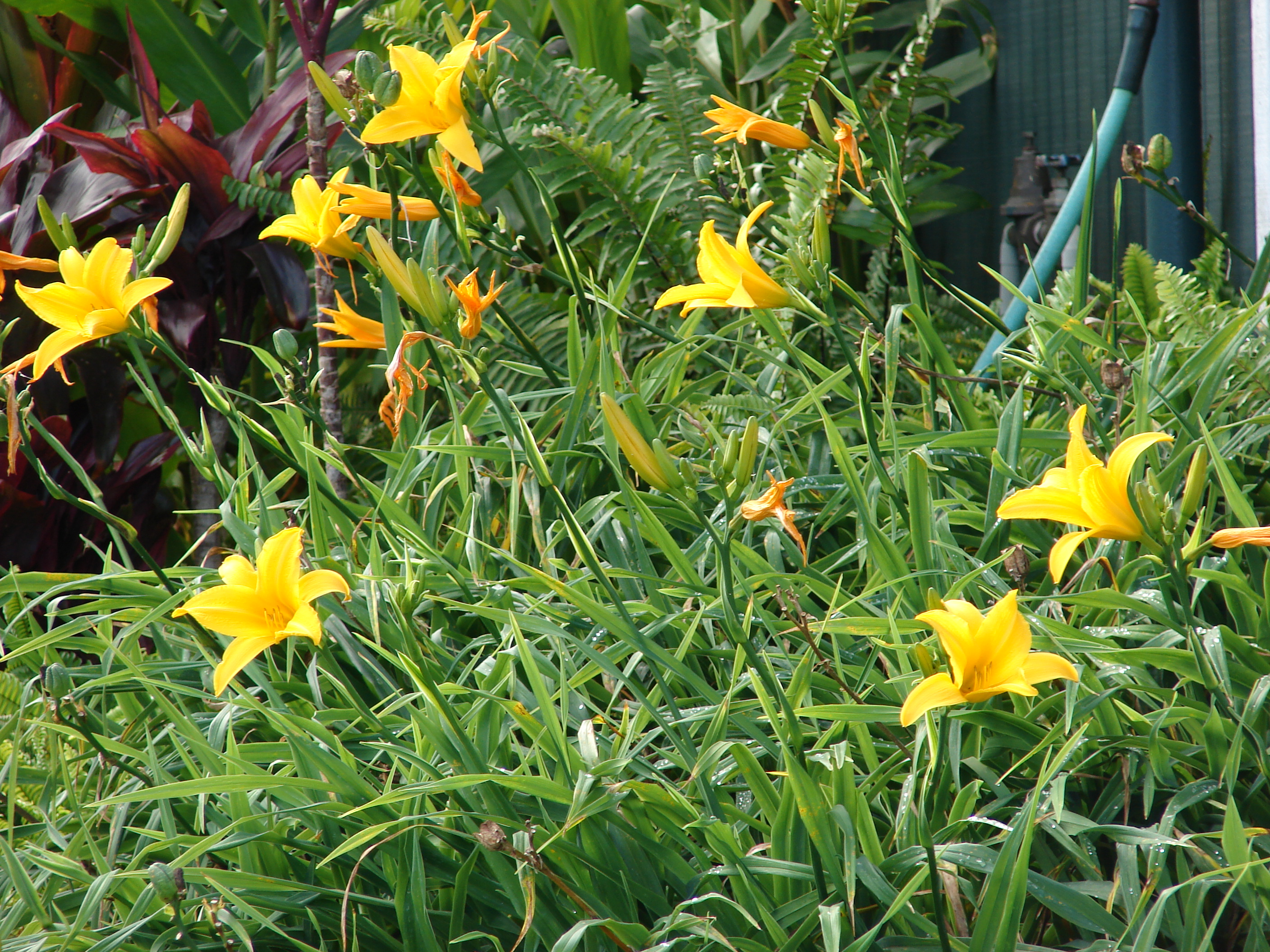
Hemerocallis sp.

- citromsárga sásliliom (H. citrina)
- lángszínű sásliliom (H. fulva, illetve H. crocea) – fogyasztják
- sárga sásliliom (H. lilio-asphodelus, illetve H. flava)
- sásika (fűlevelű sásliliom, H. minor) – fogyasztják
- tigrisliliom (H. tigrinum) – fogyasztják
- H. cultivars
- H. esculenta
- H. middendorffii
- H. thurnbergii

Termesztett változatok:
- H. Autumn Red – piros virágú;
- H. Bed of Roses – lazacvörös virágú;
- H. Carey Quinn – mélyvörös virágú;
- H. Brunette – tompabarna virágú;
- H. Cartwheels – sárga virágú;
- H. Chicago Royal Robe – középnagy, lila-sárga virágú;
- H. Christmas Is – középnagy, piros-sárga virágú;
- H. Custard Candy – középnagy, vajszín-piros virágú;
- H. Elegant Candy – középnagy, rózsaszín-sárga virágú;
- H. Gentle Shepherd – fehér virágú;
- H. Lexington – világossárga virágú;
- H. Little Fellow – levendulaszín virágú, zöldessárga torokkal;
- H. Little Grapette – piros virágú, alacsony;
- H. Matador – narancssárga virágú;
- H. Siloam Little Princess – bordó-bíborvörös virágú;
- H. Stella d' Oro – májustól szeptemberig nyíló, sárga virágú.
- H. Winnie the Pooh – dinnyesárga virágú;